# ISO 3166-2:NC
ISO 3166-2:NCはISOの3166-2規格のうち、NCで始まるものである。フランス領ニューカレドニアの行政区分コードを意味する。ニューカレドニアはISO 3166-1(ISO 3166-1 alpha-2)で、NCを国コードとして割り振られている。ISO 3166-2:NCに対応する行政区分コードの割り当てはない。
ただし、ニューカレドニアにはフランスの地方行政区画としてISO 3166-2:FRでFR-NCが割り当てられている。